# Triaenodes aureus
Triaenodes aureus là một loài Trichoptera trong họ Leptoceridae. Chúng phân bố ở miền Australasia.